# Филип фон Хорн
Филип фон Хорн (на немски: Philippe van Hoorne; на нидерландски: Philips van Hoorne, Heer van Gaesbeek; * 1421; † август 1488, Гасбек, Фламандски Брабант) е благородник, господар на Хорн в Нидерландия и Гасбек (Фламандски Брабант).

## Живот
Той е син на Жан фон Хорн-Бокиниес († 7 октомври 1436, убит в Остенде), от 1434 г. господар на Гасбек, и съпругата му Маргерите де Ла Тремуил (1439 – 1457), дъщеря на барон Жан/ Пиер II де Ла Тремуил-Дурс (1410 – 1493), и Жана де Лонгвилиерс († 1459). Внук е на Арнолд ван Хоорне-Бокиниес († 1404) и правнук на Дитрих Луф ван Хорн де Бокиниес († 1403), маршал на Брабант, и потомък на Вилхелм IV фон Хорн, Алтена, Верт († ок. 1343). Херцог Филип III Добрия от Бургундия е негов дядо.
Филип има множество висши служби в двора на херцога на Бургундия Шарл Дръзки и дъщеря му Мария Бургундска, наследничка на Бургундия, и нейния съпруг бъдещият император Максимилиан I. Така той е важна политическа фигура в Нидерландия.
Филип умира през август 1488 г. по времето на въстанията в Гент и Брюге против Максимилиан.

## Фамилия
Първи брак: през 1440 г. в Брюксел с Жана де Ланой, даме де Бримой, дъщеря на Жан де Ланой (1410 – 1493) и Жана Тирел де Поа, даме де Бримой († 1459). Те имат двама сина:
- Арнолд ван Хорне († 1 март 1505, погребан в Андерлехт), господар на Гаесбек, женен за Маргерита де Монтморенци († сл. 1517)
- Жан ван Хорне († 26 април 1521, Бокстел), господар на Бокигиниес, женен на 15 януари 1491 г. в Бокстел за Адриана ван Ранст, даме де Бокстел и де Кантикрой († 6 август 1538, Бокстел)

Втори брак: ок. 1473/1475 г. с братовчедката си Маргарета фон Хорн († 15 декември 1518), дъщеря на граф Якоб I фон Хорн (1420 -1488) и графиня Йохана фон Мьорс-Сарверден († 1488), дъщеря на граф Фридрих IV фон Мьорс († 1448) и Енгелберта фон Клеве-Марк († 1458), дъщеря на Адолф III фон Марк. Те имат двама сина:
- Филип († 2 септември 1541), господар на Бокиниес, женен на 21 ноември 1526 г. в Бреда за Клара ван Ренесе († август 1554)
- Франсоа, госпподар на Локерен, женен за Исабо де Халевин

С метреси той има пет извънбрачни сина и дъщеря:
- Жана, „бастаарддохтер“ ван Хоорне

Вдовицата му Маргарета фон Хорн се омъжва втори път за Жан III де Монморанси де Невеле († 1510).